# Brooklyn Baby
«Brooklyn Baby» —en español: 'Nena de Brooklyn'— es una canción de la cantante y compositora estadounidense Lana Del Rey, perteneciente a su segundo álbum de estudio, Ultraviolence (2014), del que se desempeña como cuarto sencillo. La cantante anunció en Facebook que estaría en venta en iTunes a partir del 8 de junio de 2014.
El coescritor y exnovio de la artista, Barrie James O'Neill, proporciona coros hacia el final de la canción.

## Promoción
Un audio oficial de «Brooklyn Baby» fue subido el 8 de junio de 2014 a la cuenta VEVO de YouTube de Del Rey. En solo un día superó el millón de visitas, logrando obtener más de 1 200 000 reproducciones a nivel mundial.

## Lista de canciones
Descarga digital
1. «Brooklyn Baby» - 5:52

## Posiciones en listas
| Lista (2014)                                  | Mejor posición |
| --------------------------------------------- | -------------- |
| Australia (ARIA)                              | 35             |
| Austria (Ö3 Austria Top 40)                   | 64             |
| Bélgica (Valonia) (Ultratop 50)               | 32             |
| Canadá (Canadian Hot 100)                     | 60             |
| España (Top 100 Canciones)                    | 36             |
| Estados Unidos Bubbling Under Hot 100 Singles | 1              |
| Finlandia (OFC)                               | 6              |
| Francia (SNEP)                                | 33             |
| Países Bajos (Mega Single Top 100)            | 87             |
| Nueva Zelanda (Recorded Music NZ)             | 19             |
| Suiza (Schweizer Hitparade)                   | 16             |
| Reino Unido (UK Singles Chart)                | 86             |
| Rusia Russian Digital Songs (Lenta)           | 10             |

## Historial de lanzamiento
| Región | Fecha              | Formato          | Discográfica         |
| ------ | ------------------ | ---------------- | -------------------- |
| [ 2 ]  | 8 de junio de 2014 | Descarga digital | Interscope - Polydor |